# Tomasz Kapecki
Tomasz Kapecki (ur. 19 lutego 1960 w Krakowie) – polski architekt, prorektor Politechniki Krakowskiej.  

## Życiorys
Urodził się w 1960 roku w Krakowie. W 1986 roku ukończył studia na Wydziale Architektury Politechniki Krakowskiej. W 2002 r. otrzymał stopień doktora nauk technicznych na podstawie rozprawy „O architektonicznej adaptacji obiektów poprodukcyjnych na cele użyteczności publicznej w Krakowie na tle tego typu rozwiązań w Polsce i Europie”. W 2017 r. na podstawie ogólnego dorobku i monografii pt. „O architekturze szkół wyższych w Polsce na początku XXI wieku” uzyskał stopień doktora habilitowanego.  
Od października 1990 r. jest zatrudniony na Wydziale Architektury. Pełnił funkcje zastępcy dyrektora Instytutu Projektowania Architektonicznego WA PK (2017-2020), kierownika Zespołu Architektury Sportu i Rekreacji (od 2018 r.). Obecnie jest kierownikiem Katedry Architektury Miejsc Pracy, Sportu i Usług. 
Od 2020 roku prorektor ds. ogólnych Politechniki Krakowskiej. 
Jego zainteresowania naukowe obejmują badanie przestrzeni publicznej miast oraz przestrzeni wspólnych w budynkach użyteczności publicznej.  
Zaprojektowane przez niego Centrum Ceramiki AGH zostało uznane za najlepszy obiekt akademicki 2012 r. w konkursie Urzędu Miasta Krakowa oraz „Dziennika Polskiego”.  

## Wybrane publikacje[3]
- Tomasz Kapecki: O architekturze szkół wyższych w Polsce na początku XXI wieku. Kraków: Politechnika Krakowska, 2015, seria: Monografia - Politechnika Krakowska im. Tadeusza Kościuszki. OCLC 944089993. Brak numerów stron w książce
- Tomasz Kapecki, Gibała-Kapecka Beata: Architektura na styku kultury : nowa przestrzeń = new space 2018. Kraków: Wydział Architektury Wnętrz Akademii Sztuk Pięknych im. Jana Matejki : Wydział Architektury Politechniki Krakowskiej im. Tadeusza Kościuszki, 2018. ISBN 978-83-65570-00-0. OCLC 1103808096. Brak numerów stron w książce
- Tomasz Kapecki. Elements of Sustainable Development in the Context of the Environmental and Financial Crisis and the COVID-19 Pandemic. „Sustainability”. 12, 2020. DOI: 10.3390/su12156188. OCLC 8638178240.
- Tomasz Kapecki. Architektura szkół wyższych w Polsce. Współczesne trendy w projektowaniu kampusów akademickich. „Prace Geograficzne”, 2020. DOI: 10.4467/20833113PG.20.010.13097. ISSN 1644-3586. OCLC 8918492405.